# Хоги, Шон
Шон Хоги (ирл. Seán Ó hEochaidh, англ. Seán Haughey; род. 8 ноября 1961) — ирландский политик, член партии Фианна Файл, депутат Палаты представителей Ирландии с 2016 года.

## Биография
Хоги происходит из семьи с политическими традициями, должность премьер-министра Ирландии занимали его дед Шон Лемасс и отец Чарльз Хоги. Образование в областях экономики и политологии получил в Тринити-колледже Дублина. Затем вступил в партию Фианна Файл. В 1985—2003 годах — городской советник Дублина, в 1989—1990 годах — мэр города.
В 1987 и 1989 годах безуспешно баллотировался в Палату представителей Ирландии. В те же годы он дважды избирался в состав Сената Ирландии Административной группой. Он был впервые избран в нижнюю палату парламента Ирландии в 1992 году, также успешно баллотировался на выборах 1997, 2002 и 2007 годов.
В 2006—2011 годах занимал низшую официальную должность государственного министра в Департаменте образования и науки, в частности, курировал вопросы обучения на протяжении всей жизни и школьного транспорта. В 2011 году Хоги не был переизбран депутатом. В 2014 году вернулся в Дублинский городской совет. В 2016 и 2020 годах снова был избран в Дойл Эрэн.
4 февраля 2021 года взял шефство над Витольдом Ашурком, белорусским политическим заключённым. 30 июня 2021 года взял шефство над Денисом Ивашиным, журналистом газеты «Новы Час» и белорусским политическим заключённым.